# Мішель Колеман
Мішель Колеман (31 жовтня 1993) — шведська плавчиня.
Учасниця Олімпійських Ігор 2012, 2016 років.